# Bjurakan
Bjurakan (armeniska: Բյուրական) är en ort i Armenien. Den ligger i provinsen Aragatsotn, i den västra delen av landet, 27 kilometer nordväst om huvudstaden Jerevan. Bjurakan ligger 1 475 meter över havet och antalet invånare är 3 902. Utanför orten ligger Bjurakanobservatoriet.
Terrängen runt Bjurakan är huvudsakligen kuperad, men åt sydost är den platt. Runt Bjurakan är det ganska tätbefolkat, med 75 invånare per kvadratkilometer.. Närmaste större samhälle är Asjtarak, 8,8 kilometer sydost om Byurakan.
Trakten runt Bjurakan består till största delen av jordbruksmark.